# VV Peelpush
VV Peelpush est un club néerlandais de volley-ball fondé en 1969 et basé à Meijel qui évolue pour la saison 2017-2018 en Eredivisie dames.

## Palmarès
- Coupe des Pays-Bas
  - Finaliste : 2014[2]

## Effectifs

### Saison 2020-2021
| No                                        | Nom                                       | Date de naissance                         | Taille                         | Poids                          | Poste                          |
| ----------------------------------------- | ----------------------------------------- | ----------------------------------------- | ------------------------------ | ------------------------------ | ------------------------------ |
| 1                                         | Celine Keijsers                           | 27 décembre 1994                          | 194                            | 80                             | Attaquante                     |
| 2                                         | Lynn Aerts                                | 1er janvier 1999                          | 176                            |                                | Réceptionneuse-attaquante      |
| 3                                         | Laura De Jong                             | 13 juillet 1994                           | 182                            | 70                             | Réceptionneuse-attaquante      |
| 4                                         | Lieke Oomen                               | 13 janvier 1998                           | 176                            |                                | Passeuse                       |
| 5                                         | Manouk Hermans                            | 21 août 1994                              | 185                            |                                | Centrale                       |
| 6                                         | Annette ter Hedde                         | 23 novembre 1993                          | 186                            |                                | Centrale                       |
| 7                                         | Juul Knapen                               | 1er janvier 2003                          | 187                            |                                | Attaquante                     |
| 8                                         | Lotte van der Horst                       | 1er janvier 1997                          | 183                            |                                | Réceptionneuse-attaquante      |
| 9                                         | Maartje van Gestel                        | 8 janvier 1996                            | 172                            | 58                             | Passeuse                       |
| 10                                        | Imke Blokland                             | 12 janvier 1996                           | 189                            |                                | Centrale                       |
| 11                                        | Anouk de Jong                             | 16 janvier 1996                           | 178                            | 66                             | Libero                         |
| 12                                        | Jody Selten                               | 14 mars 1999                              | 178                            |                                | Réceptionneuse-attaquante      |
| 14                                        | Emma Jenneskens                           | 1er mars 2000                             | 173                            |                                | Libero                         |
|                                           |                                           |                                           |                                |                                |                                |
| Encadrement technique                     | Encadrement technique                     |                                           | Légende                        | Légende                        | Légende                        |
| Entraîneur : Johan Leenders               | Entraîneur : Johan Leenders               | Entraîneur : Johan Leenders               | : Capitaine                    | : Capitaine                    | : Capitaine                    |
| Entraîneur(s) adjoint(s) : Wilfred Jacobs | Entraîneur(s) adjoint(s) : Wilfred Jacobs | Entraîneur(s) adjoint(s) : Wilfred Jacobs | : Joueuse blessée actuellement | : Joueuse blessée actuellement | : Joueuse blessée actuellement |
| Manager général : René Strijbosch         |                                           |                                           |                                |                                |                                |